# عقد الجواهر الثمينة في مذهب عالم المدينة
عقد الجواهر الثمينة في مذهب عالم المدينة كتاب في الفقه المالكي لأبي محمد جلال الدين عبد الله بن نجم ابن شاس الجذامي السعدي المتوفى سنة 616 هـ، من المختصرات الفقهية الجامعة لأمهات المذهب المالكي، المتقدمة منها والمتأخرة.
اعتمد ابن شاس في كتابه على حوالي أربعين مصنفا من مصنفات المذهب ، أهمها: المدونة لسحنون ، والعتبية للعتبي ، والنوادر والزيادات لابن أبي زيد ، والمعونة ، وشرح الرسالة ، والإشراف ل القاضي عبد الوهاب ، وشرح التلقين للمازري، والمنتقى للباجي ، والتبصرة للخمي ، وعارضة الأحوذي ل أبي بكر بن العربي ، والتنبيه على مبادئ التوجيه لأبي الطاهر التنوخي ، والبيان والتحصيل ، والمقدمات الممهدات لأبي محمد بن رشد الجد.